# Грузинський театр опери і балету імені Захарія Паліашвілі
41°42′04″ пн. ш. 44°47′47″ сх. д. / 41.701078° пн. ш. 44.796285° сх. д.

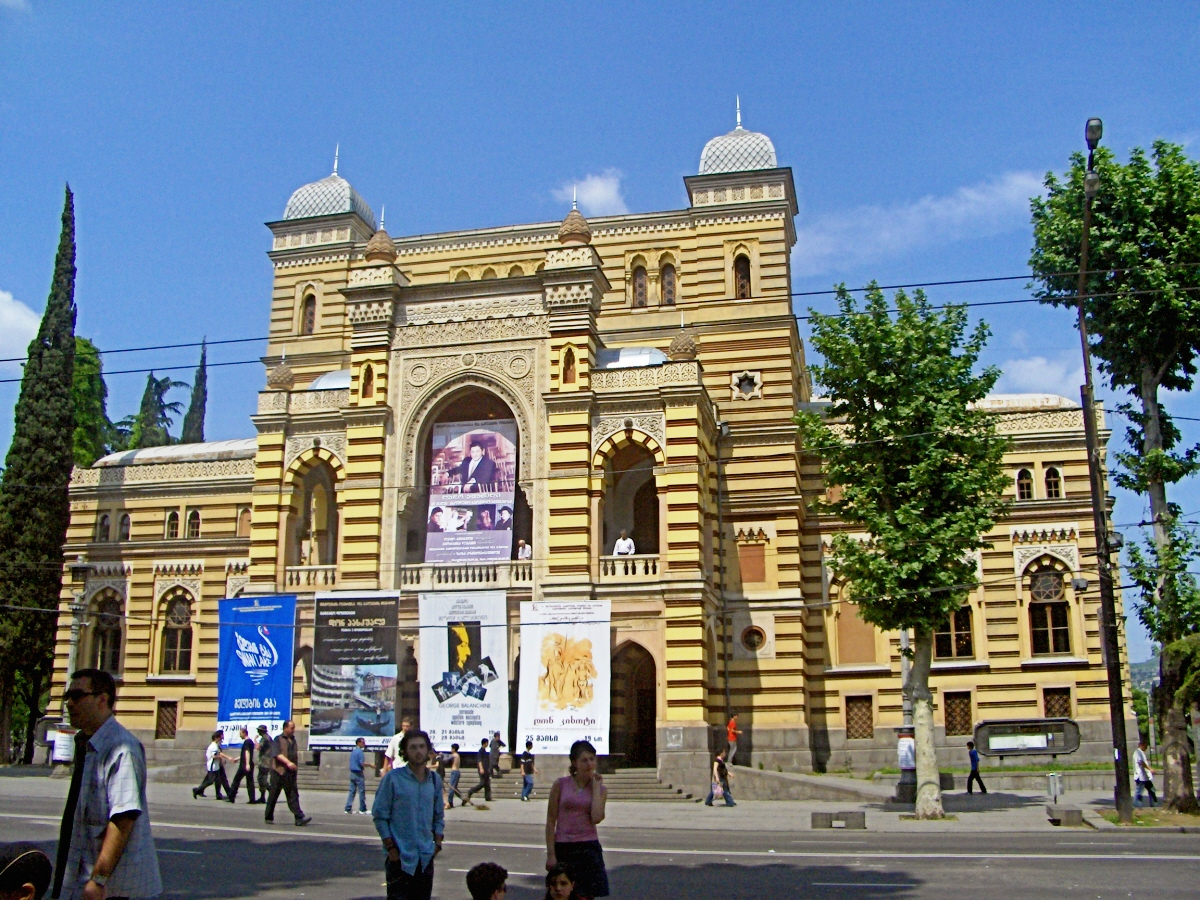
Грузинський театр опери і балету

Грузи́нський теа́тр о́пери і бале́ту і́мені Паліашві́лі (груз. თბილისის ზაქარია ფალიაშვილის სახელობის სახელმწიფო ოპერისა და ბალეტის თეატრი) — оперний театр в Тбілісі, створений 1851 року.
Сучасна будівля театру споруджена 1896 року.
Початково репертуар театру складали переважно твори Джоаккіно Россіні, Вінченцо Белліні, Гаетано Доніцетті, Джузеппе Верді, Даніеля Обера, Джакомо Меєрбера, Фроманталя Галеві, Вольфґанґа Амадея Моцарта. В 1980-х роках з діяльністю Михайла Іпполітова-Іванова до репертуару театру увійшли опери російських композиторів. З 1919 року театр почав ставити і твори грузинських композиторів, зокрема опери «Абесалом і Етері» Захарія Паліашвілі, «Кето і Коте» Віктора Долідзе (перша комічна опера), «Сказання про Шота Руставелі» Дмитра Аракішвілі.
В 1937 році театру надано ім'я Захарія Паліашвілі. У тому ж році, після Декади грузинського мистецтва в Москві, театр був нагороджений орденом Леніна. З 1963 театр має статус академічного. 1969 року відкрито філіал театру в Кутаїсі.